# Bombach (Lohmar)
Bombach ist ein Weiler, der zur Stadt Lohmar im Rhein-Sieg-Kreis in Nordrhein-Westfalen gehört. 

## Geographie
Bombach liegt im äußersten Norden Lohmars an der Grenze zur Stadt Overath. Umliegende Ortschaften und Weiler sind Kombach im Norden, Weyerhof im Osten, Hasenberg, Kulhoven und Kern im Südosten, Honsbach und Klein-Bombach im Süden, Agger, Grünagger, Stöcken, Breideneichen und Naafshäuschen im Südwesten, Hoven und Durbusch im Westen sowie Dahlhaus, Unterdahlhaus und Schneppensiefen im Nordwesten.
Nördlich von Bombach fließt der Kombach, ein orographisch rechter Nebenfluss der Agger. Durch den Ort Bombach fließt der Bombach und südlich von Bombach fließt der Dahlhauser Bach, beide ebenfalls rechte Nebenflüsse der Agger.

## Geschichte
Im Jahre 1885 hatte Bombach 24 Einwohner, die in drei Häusern lebten.
Nach einem Adressbuch aus dem Jahre 1901 zählte der Ort Bombach einen Ackerer und einen Müller.
Bis 1969 gehörte Bombach zu der bis dahin eigenständigen Gemeinde Wahlscheid.

## Verkehr
- Bombach liegt an der Bundesstraße 484.
- Nächstgelegene Bahnhöfe befinden sich in Lohmar-Honrath bei Jexmühle sowie in Overath.
- Die Buslinie 557 verbindet den Ort mit Siegburg und Overath. Bombach gehört zum Tarifgebiet des Verkehrsverbund Rhein-Sieg (VRS).[4]
- Das Anruf-Sammeltaxi (AST) ergänzt den ÖPNV und kann in den benachbarten Ortschaften genutzt werden.